# Ranisankail Upazila
Ranisankail Upazila är ett underdistrikt i Bangladesh. Det ligger i den nordvästra delen av landet, 300 km nordväst om huvudstaden Dhaka.

## Bilder

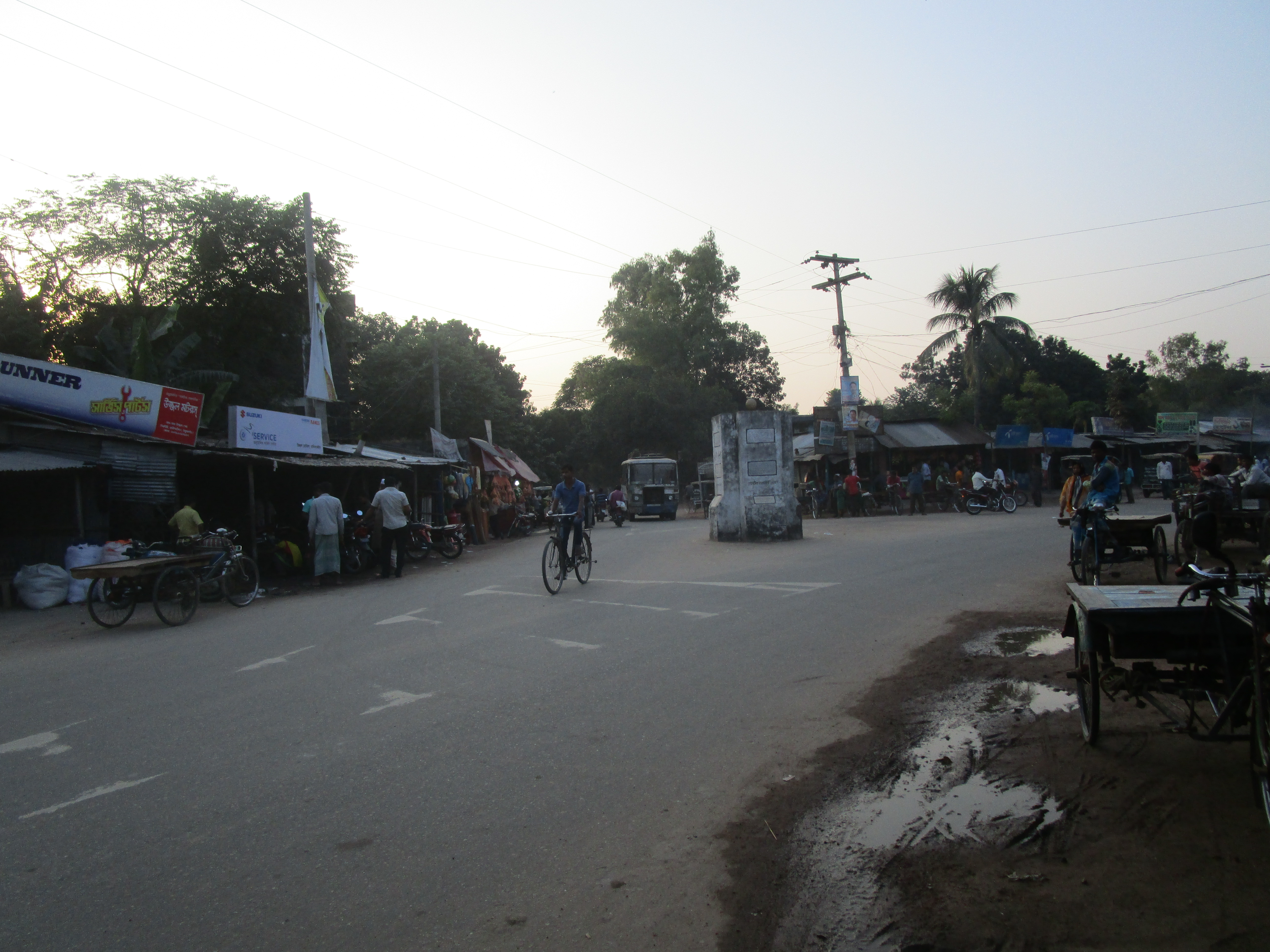
Shibdhighi Three point at Ranisankail
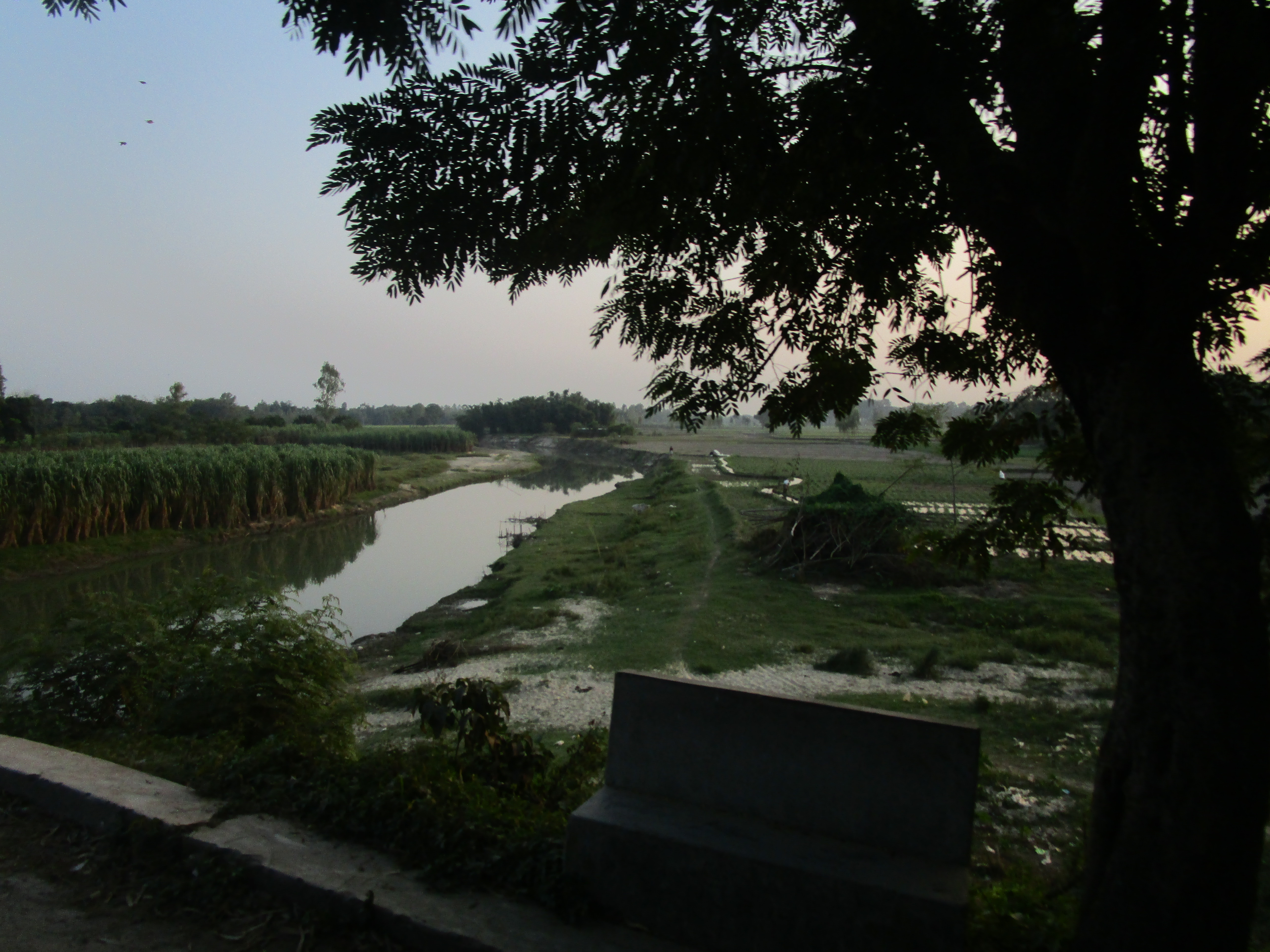
Kulik River at westside of Ranisankail Upazila

Trakten runt Ranisankail Upazila består till största delen av jordbruksmark. Runt Ranisankail Upazila är det tätbefolkat, med 735 invånare per kvadratkilometer.